# Spiru Haret
Spiru Haret (Iași, 15 febbraio 1851 – Bucarest, 17 dicembre 1912) è stato un astronomo, politico e matematico rumeno di origine armena che diede un contributo fondamentale allo studio del problema degli n-corpi in meccanica celeste dimostrando che l'uso di un'approssimazione al terzo ordine delle forze di disturbo determina l'instabilità del semiasse maggiore dell'orbita e introdusse il concetto di perturbazioni secolari.
Fu tre volte ministro dell'educazione e una volta ministro degli affari interni. Durante i suoi mandati attuò una profonda riforma del sistema scolastico rumeno. Era membro dell'Accademia rumena.
Gli è stato dedicato il cratere Haret sulla Luna.

## Biografia
Studiò a Dorohoi, Iasi, poi, nel settembre 1862 entrò come studioso al Collegio San Sava di Bucarest, dove trascorse cinque dei sette anni come stagista.
Alla Sorbona studiò matematica e fisica. Sempre a Parigi conseguì il dottorato in matematica, difendendo la sua tesi Sur l'invariabilité des Grandesaxis des orbites planetaires (in romeno „Despre invariabilitatea axelor mari ale orbitelor planetare”) tra gli esaminatori Victor Puiseux. La sua tesi fu pubblicata nel volume XVIII degli Annales de l'Observatoire de Paris. Spiru Haret è stato il primo romeno a conseguire il dottorato a Parigi.
Come professore, Spiru Haret insegnò all'Università di Bucarest, presso la Facoltà di Scienze, Dipartimento di Fisica e Matematica, meccanica razionale, dal 1878 al 1910. Alla Scuola di Ponti e Strade, Haret fu nominato docente nell'anno preparatorio, insegnando fino al 1885 trigonometria, geometria analitica, geometria elementare del piano e dello spazio e geometria descrittiva. Dal 1885 al 1910 Haret insegnò solo geometria analitica alla Scuola di Ponti e Strade.
Haret insegnò anche meccanica razionale presso la Scuola Ufficiali di Artiglieria e Ingegneri dal 1881 (data di istituzione della Sezione di Artiglieria e Ingegneri) al 1890.

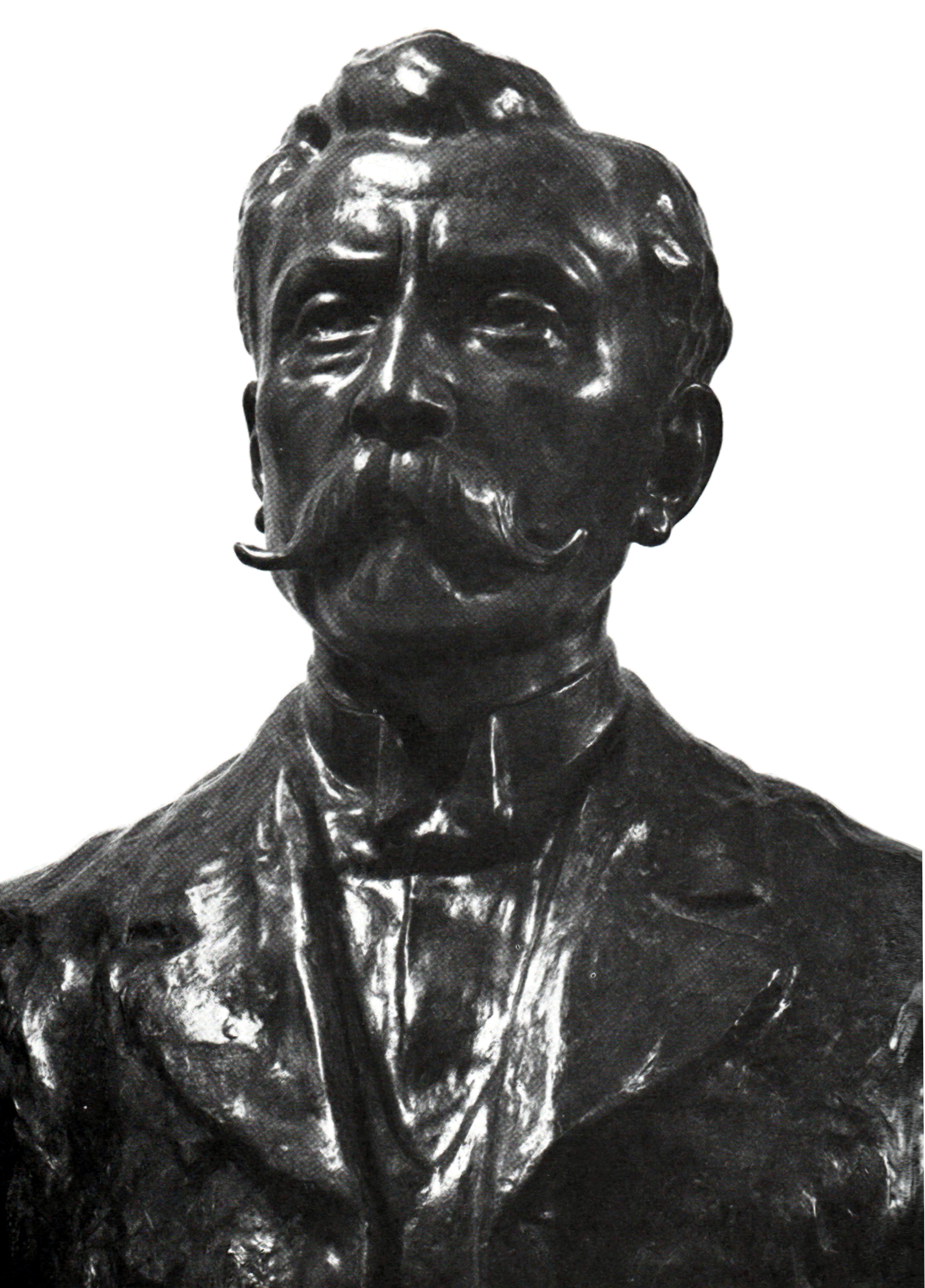
Spiru Haret di Dimitrie Paciurea

Esercitò la professione fino al 1910, anno in cui andò in pensione, e anche successivamente, fino alla morte, tenendo conferenze di divulgazione presso l'Università Popolare. Nel 1910 pubblicò Meccanica sociale a Parigi e Bucarest, utilizzando per la prima volta la matematica per spiegare e comprendere i fenomeni sociali.
Come ministro, ha guidato la riforma dell’istruzione. Attraverso le sue ripetute circolari, determinò l'incremento delle strutture scolastiche: tra il 1897 e il 1910 furono costruite 2.343 scuole in tutto il Paese, di cui 1.980 mentre Haret era ministro.
Dal 1879 divenne noto come "uomo di scuola", seguendo una vita di ispettore e politico, operando a favore della scuola e dell'istruzione. Fu forse il più grande riformatore della scuola rumena del XIX secolo.

## La casa di Spiru Haret
La casa in cui viveva si trova in via Gh. Manu n. 7 (monumento storico). Negli anni '40 qui operava il museo Spiru Haret. Dopo la guerra fu nazionalizzata, passando sotto l'amministrazione del Ministero della Cultura, poi del Ministero della Pubblica Istruzione. Dopo il 1989 fu abbandonata e poi devastata dai Bosketari. Nel 2014 è stata restaurata la facciata e demolito il resto dell'edificio, costruendo sul terreno un blocco di 7 piani.
Una statua a lui dedicata fu costruita nel 1935 (e restaurata nel 2006) a Bucarest nella piazza di fronte all'Università, opera in marmo di Carrara dello scultore Jon Jalea